# Кущев, Александр Михайлович
Александр Михайлович Ку́щев (10 мая 1898 года — 14 января 1975 года) — советский военачальник, генерал-полковник (1955), Герой Советского Союза.

## Биография
Родился Александр в семье рабочего, окончил железнодорожное училище.
Во время Первой мировой войны служил в императорской армии, демобилизован унтер-офицером.
13 декабря 1917 года А. М. Кущев вступил в РККА, участник Гражданской войны в 1917—1922 годах, в 1919 году был ранен.

После войны А. М. Кущев служил в РККА на различных должностях, в 1932 году окончил Академию им. Фрунзе. В 1936—1938 годах учился в первом наборе Академии Генштаба РККА, на ставшем позднее знаменитым «маршальском курсе» (на нём учились 4 будущих Маршалов Советского Союза, 6 генералов армии, 8 генерал-полковников, 1 адмирал). После окончания этой академии назначен начальником штаба 57-го особого корпуса, который дислоцировался в МНР по договору от 12 марта 1936 года для защиты МНР от любой внешней агрессии, командовал корпусом Н. В. Фекленко. 11 мая 1939 года японские войска вторглись на территорию МНР, 17 мая 1939 года части 57-го особого корпуса вступили с ними в бой. В начале конфликта советско-монгольские части действовали неудачно, 5 июня 1939 года Н. В. Фекленко был отозван в Москву, в командование корпусом вступил Г. К. Жуков, А. М. Кущев оставался начальником штаба корпуса. Как-то во время бомбёжки оборвалась связь корпуса с соединениями, А. М. Кущев выскочил из палатки, чтобы выяснить причину разрыва связи. Вскоре в НКВД поступил донос что он и перерезал провода, чтобы оставить корпус без связи.
27 июня 1939 года А. М. Кущев был арестован. Г. К. Жуков пытался защитить своего начальника штаба, но не смог ничего сделать. По версии следствия А. М. Кущев в 1935 году был завербован японскими разведывательными органами, участвовал в панмонгольской диверсионно-шпионской организации, в 1939 году проводил подрывную предательскую работу в районе боёв на реке Халхин-Гол. 19 ноября 1940 года А. М. Кущев был осуждён Военной коллегией Верховного суда СССР по ст. 58-1б на 20 лет лишения свободы, с поражением в правах, конфискацией имущества и лишением воинского звания «комбриг».
Во время Великой Отечественной войны постановлением Президиума Верховного Совета СССР от 14 июня 1943 года А. М. Кущев был досрочно освобождён из мест лишения свободы, с 6 сентября 1943 года в действующей армии, был начальником оперативного отдела 46-й армии. 8 июля 1944 года полковник А. М. Кущев назначен начальником штаба 5-й ударной армии, на этой должности до конца войны. Член Военного совета 5-й ударной армии Ф. Е. Боков вспоминал: 

Энергичный, подвижный, Александр Михайлович Кущев, казалось, никогда не отдыхал. Человек высокой культуры, он хорошо знал и любил штабную работу, умело руководил подчинёнными. В армии все знали его «конёк» — контроль за исполнением приказов и боевых распоряжений Военного совета и штаба армии. Исключительно пунктуальный во всём, Кущев добивался и от других такой же высокой дисциплины. Причём делал это так, что не сковывал инициативы подчинённых ему офицеров и нижестоящих штабов.— Боков Ф. Е. Весна победы.
 Во время боёв за Кюстрин А. М. Кущин тяжело болел, но продолжал исполнять обязанности начальника штаба. За время службы А. М. Кущев получил 11 пулевых и осколочных ранений. Войну закончил в Берлине.
За умелую организацию штабной работы, проявленные мужество и самоотверженность указом Президиума Верховного Совета СССР от 29 мая 1945 года генерал-майору Кущеву Александру Михайловичу присвоено звание Героя Советского Союза с вручением ордена Ленина и медали «Золотая Звезда» (№ 6458).
После войны А. М. Кущев продолжал службу в армии, в 1953—1955 годах — начальник штаба Приволжского военного округа, с января по август 1955 года — первый заместитель командующего войсками Прибалтийского военного округа, с августа 1955 по июнь 1957 года — первый заместитель командующего войсками Белорусского военного округа, в 1957—1968 годах — представитель Главнокомандующего Объединённых вооруженных сил стран-участниц Варшавского Договора в ЧССР. 4 марта 1965 года А. М. Кущев был официально реабилитирован.
С 1968 года в запасе. Умер Александр Михайлович в 1975 году, похоронен в Минске.

## Воинские звания
- Полковник;
- Комбриг — 09.09.1938, лишён звания 19.11.1940;
- Полковник — 1943;
- генерал-майор — 13.09.1944;
- генерал-лейтенант — 11.07.1945;
- генерал-полковник — 08.08.1955.

## Награды
- Медаль «Золотая Звезда» № 6458 Героя Советского Союза — 29.05.1945;
- два Ордена Ленина — 30.04.1945; 29.05.1945;
- три Ордена Красного Знамени — 20.03.1944; 03.11.1944;
- Орден Кутузова 1-й степени — 06.04.1945, и 2-й степени — 13.09.1944;
- медали, в том числе:
- медаль «XX лет РККА» — 1938;
- иностранные награды.